# Emilio Jorge Marche

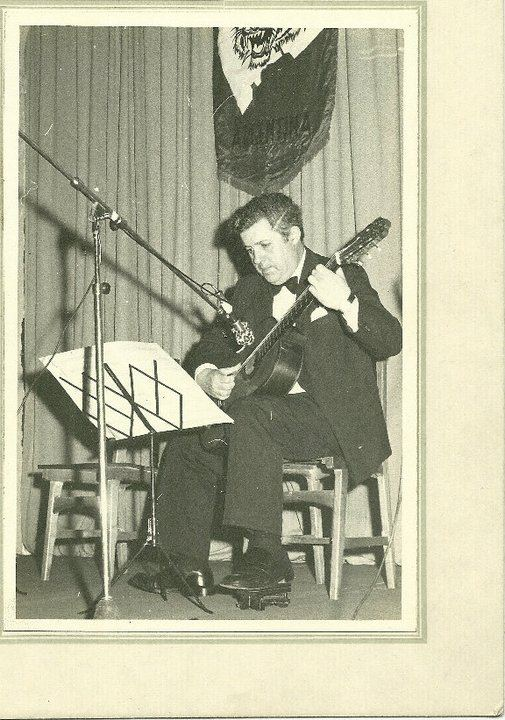
Emilio Jorge Marche

Emilio Jorge Marche (Buenos Aires, 24 de mayo de 1930 - El Talar, Buenos Aires, 1 de enero de 2005) fue un compositor, concertista y profesor de guitarra, siendo el primer presidente del círculo guitarrístico de la zona Norte de Buenos Aires. Vivió la mayor parte de su vida en la ciudad de El Talar, partido de Tigre, provincia de Buenos Aires.

## Trayectoria
Comenzó sus estudios alrededor de los 5 años junto a un familiar, para luego perfeccionarse con diversos maestros, recibiéndose como profesor Superior en el conservatorio "Albistur". Comenzó a ejercer la docencia durante 1950, participando como solista y junto a sus alumnos en diversos conciertos y festivales. 
En 1948 actúa en Buenos Aires como solista, en un acto organizado por la sociedad de fomento "Teniente General Luis María Campos". En 1957 interviene en el festival de la cooperación de la escuela n°15 de El Talar, también en el acto realizado por el Centro Español de San Fernando. En 1960 y 1961 junto a sus alumnos participa de un recital de danzas organizado por la profesora Susana Serra en la Asociación Argentina "Amigos de Italia". En 1961 actuó como solista en un festival del Conservatorio Fossati, realizado para la Asociación Cristiana de Jóvenes. Ese mismo año realiza dos recitales, el primero en el recinto del Honorable Concejo Deliberante de Tigre y el segundo en el Cine Español de Tigre. Actúa durante los años 1963, 1964, 1965 y 1966 en festivales a total beneficio de la Institución Fernández. En el acto realizado en el año 1964 para esta institución, actúan 42 alumnos. 
En 1965 participa con sus alumnos en un concierto que organiza el conservatorio Albistur. En este acto presenta un conjunto de 12 guitarras que ejecutan una selección de motivos sureños. También presenta un trío y un quinteto de guitarras, este último ejecuta la Danza ritual del fuego del compositor español Manuel de Falla. Estas obras fueron transcritas para la guitarra por el propio Marche.
En enero de 1968 actúa en la sociedad de músicos uruguayos "AUMEN" y la crítica dice: 
"...brindó un concierto en nuestro salón de actos, con una excelente exposición artística y didáctica a través de un selecto y variado programa que deleito a la nutrida concurrencia, obligando al concertista, a varios bis y a la ejecución de tres obras fuera de programa."
También durante la década de 1970 presenta conciertos en el "Tigre Hotel" en la ciudad de Tigre.
Durante los años 1970 la cantidad de alumnos que asistían a sus clases superaban los 100, y gran cantidad de profesores elementales y superiores de guitarra se recibieron bajo su enseñanza.
Falleció el 1 de enero de 2005.

## Técnica
La perfección, sensibilidad y técnica en la ejecución de las obras para guitarra clásica distinguió al profesor Marche durante toda su vida. Su entrega y esmero por ampliar y difundir el repertorio de los grandes músicos universales. Siguió la escuela que había iniciado Francisco Tarrega, basándose también en los grandes maestros clásicos, sobre todo en el método Aguado-Sinopoli. Con el tiempo y el estudio del instrumento creó su propio método, dando especial importancia a la digitación minuciosa de las obras y a la pulsación de la mano derecha. Cabe destacar que Marche digitaba todas las obras, y las copiaba a mano para cada uno de sus alumnos. 

## Obras y transcripciones
Como compositor realizó numerosos trabajos en los cuales quedan comprendidas obras originales y transcripciones. Sus principales composiciones son las siguientes:
- Suite Norteña Argentina (SUITE)
- Poema de amor (andante y allegretto)
- Danza del mar y los cerros (Preludio)
- Romanza de primavera (Romanza)
- A solas con mis recuerdos (Preludio)
- Vidalita del adiós (variaciones sobre un tema de Antonio Sinopoli)
- Adiós viditay (Triste)
- Homenaje a Tarrega (fantasía)

Las transcripciones realizadas por Marche superan las 100 y entre ellas se encuentran:
- Danza Macabra (C. Saint Saenz)
- Meditación (Massenet)
- Claro de Luna (Beethoven)
- Temas de la sinfonía inconlusa (Schubert)
- Junio, de Las estaciones (Tchaicovski)

- Datos: Q20742258